# Juana Summers
Juana Summers (nacida en 1988 o 1989) es una periodista radiofónica estadounidense. En junio de 2022, se convirtió en una de las cuatro copresentadoras del programa de noticias vespertino All Things Considered de NPR. Anteriormente fue reportera política para NPR y Associated Press.

## Primeros años y educación
Summers es de Kansas City, Misuri. Asistió a la Academia Santa Teresa, donde escribió para el periódico estudiantil The Dart. Cuando era adolescente, obtuvo su primera firma periodística reportando para la sección para adolescentes ' Kansas City Star.
Asistió a la Escuela de Periodismo de Misuri y se graduó en 2009 con una licenciatura en convergencia de medios y una especialización en historia. Mientras estudiaba en Mizzou, cubrió los anuncios de los compañeros de fórmula de los candidatos presidenciales Barack Obama y John McCain.

## Carrera
Summers comenzó en la radio pública en KBIA, la estación miembro de NPR en Columbia, Misuri, como estudiante de la Universidad de Misuri. Después de graduarse, hizo una pasantía en el St. Louis Post-Dispatch antes de regresar al Kansas City Star para cubrir política.
Cubrió la carrera presidencial de 2012 para Politico y luego informó sobre educación y política para NPR. En 2015, se convirtió en editora de política de Mashable. Informó y editó en CNN antes de unirse a Associated Press en septiembre de 2018 y luego regresar a NPR.
Como reportero político y corresponsal de NPR, Summers cubrió el Congreso, las elecciones presidenciales, la raza y el sistema judicial.
En el otoño de 2016, Summers era miembro del Instituto de Política y Servicio Público de la Universidad de Georgetown.
Summers ocupó el cargo de presentadora de All Things Considered varias veces en marzo de 2022 antes de que se anunciara su selección permanente. Reemplazó a Audie Cornish, quien partió hacia CNN, como copresentadora.

## Vida personal
Summers está casada y es madrastra. Se mudó a Baltimore en 2015, donde juega pinball competitivo. Es entrenadora certificada de levantamiento de pesas.